# Swoboda (Chodzież)
Pour les articles homonymes, voir Swoboda.
Swoboda (prononciation : [sfɔˈbɔda]) est un  village polonais de la gmina de Szamocin dans le powiat de Chodzież de la voïvodie de Grande-Pologne dans le centre-ouest de la Pologne.
Il se situe à environ 9 kilomètres à l'est de Szamocin (siège de la gmina), 25 kilomètres à l'est de Chodzież (siège du powiat), et à 76 kilomètres au nord de Poznań (capitale de la Grande-Pologne).

## Histoire
De 1975 à 1998, le village faisait partie du territoire de la voïvodie de Piła.

Depuis 1999, Swoboda est situé dans la voïvodie de Grande-Pologne.